# Cadenet
Cadenet este o comună în departamentul Vaucluse din sud-estul Franței. În 2009 avea o populație de 4.061 de locuitori.

## Evoluția populației
| An        | 1975  | 1982  | 1990  | 1999  | 2006  | 2009  |
| --------- | ----- | ----- | ----- | ----- | ----- | ----- |
| Populație | 2.483 | 2.640 | 3.232 | 3.883 | 3.950 | 4.061 |